# Erich-Neuberg-Preis
Der Erich-Neuberg-Preis ist ein Fernsehpreis des ORF, der seit 1980 im Gedenken an den österreichischen Regisseur Erich Neuberg an Regisseure für die beste Regieleistung bei einer vom ORF produzierten Sendung bzw. einem Film vergeben wird. Jurymitglieder sind jeweils die Preisträger der beiden letzten Jahre und ein ORF-Vertreter. Der Preis war mit 3.000 Euro dotiert, seit 2002 beträgt das Preisgeld 7.000 Euro.

## Preisträger
- 1980: Fritz Lehner für Das Dorf an der Grenze
- 1981: Dieter Berner für Die Alpensaga
- 1982: Heide Pils für Familienrat
- 1983: Susanne Zanke für Was Flügel hat, fliegt
- 1984: Käthe Kratz für Lebenslinien
- 1985: Peter Patzak für Försterbuben
- 1986: Lukas Stepanik für ...beschloss ich Politiker zu werden
- 1987: Karin Brandauer für Erdsegen
- 1988: Margareta Heinrich für Durch dick und dünn
- 1990: Xaver Schwarzenberger für Souterrain
- 1991: Gernot Friedel für Das Ende einen langen Winters
- 1992: Kurt Ockermüller für Hansi Vrba, Inländerfreund
- 1993: Wolfram Paulus für Fahrt in die Hauptstadt
- 1994: Götz Spielmann für Dieses naive Verlangen
- 1995: Nikolaus Leytner für Ein Anfang von Etwas
- 1996: Wolfgang Murnberger für Auf Teufel komm raus
- 1997: Julian Pölsler für Die Fernsehsaga – Eine steirische Fernsehgeschichte
- 1998: Johannes Fabrick für Bernhardiner & Katz
- 1999: Harald Sicheritz für Qualtingers Wien
- 2000: Stefan Ruzowitzky für Die Siebtelbauern
- 2001: Michael Kreihsl für Probieren Sie's mit einem Jüngeren
- 2002: Wolfgang Murnberger für Brüder
- 2003: Ulrich Seidl für Jesus, du weißt
- 2004: Thomas Roth für Trautmann – 71 Tage
- 2005: Alfred Dorfer und David Schalko für Dorfers Donnerstalk
- 2006: Xaver Schwarzenberger für Margarete Steiff
- 2007: Elisabeth Scharang für Franz Fuchs – Ein Patriot
- 2008: Andreas Prochaska für Der erste Tag
- 2009: Nikolaus Leytner für Ein halbes Leben[1]
- 2010: David Schalko für Aufschneider[2]
- 2011: Paul Harather für die erste Staffel von Schlawiner[3][4]

Seit 2014 sind keine weiteren Preisverleihungen bekannt.